# استفان لافلور
استفان لافلور (فرانسوی: Stéphane Lafleur‎؛ زادهٔ ۱ ژانویهٔ ۱۹۷۶) کارگردان فیلم، تدوین‌گر، ترانه‌سرا، و فیلم‌نامه‌نویس اهل فرانسه است.